# Прибузька сільська рада (Доманівський район)
Прибу́зька сільська́ ра́да — колишній орган місцевого самоврядування в Доманівському районі Миколаївської області. Адміністративний центр — село Прибужжя.

## Історія
1 лютого 1945 р. село Акмечетка перейменували на село Прибужжя і Акмечетську сільраду — на Прибузьку.

## Загальні відомості
- Територія ради: 63,893 км²
- Населення ради: 2 261 особа (станом на 2001 рік)
- Територією ради протікають річки Південний Буг, Бакшала.

## Населені пункти
Сільській раді підпорядковані населені пункти:
- с. Прибужжя
- с. Анетівка
- с. Щуцьке

## Склад ради
Рада складається з 17 депутатів та голови.
- Голова ради: Матющенко Віктор Володимирович

### Керівний склад попередніх скликань
| Прізвище, ім'я, по батькові    | Основні відомості                                                          | Дата обрання | Дата звільнення |
| ------------------------------ | -------------------------------------------------------------------------- | ------------ | --------------- |
| Чайка Віктор Селивестрович     | Сільський голова, 1950 року народження, член Соціалістичної партії України | 26.03.2006   | 31.10.2010      |
| Матющенко Віктор Володимирович | Сільський голова, 1952 року народження, освіта вища, член Партії регіонів  | 02.06.2013   |                 |

Примітка: таблиця складена за даними сайту Верховної Ради України